# Blepharella perfida
Blepharella perfida là một loài ruồi trong họ Tachinidae.